# コロシアムII
コロシアム II（Colosseum II）は、イングランド出身のフュージョン / プログレッシブ・ロックバンド。元コロシアムのジョン・ハイズマンを中心に1975年に結成された。
ゲイリー・ムーア、ドン・エイリー、ニール・マーレイといったHR/HM畑のミュージシャンが、若き日に参加していたスーパーグループである。

## 略歴
1975年、元「コロシアム」「テンペスト」のドラマーだったジョン・ハイズマンと、ギタリストのゲイリー・ムーアを中心に、キーボーディストのドン・エイリー、ベーシストのニール・マーレイ、ボーカリストのマイク・スターズの5人編成で結成された。当初のバンド名の候補は「ゴースト」だったが、契約したブロンズ・レコードが難色を示して「コロシアム」に因んだ名を要求してきたので、正直不本意だったが「コロシアムII」と名付けた。
1976年4月、ブロンズ・レコードから1stアルバム『ストレンジ・ニュー・フレッシュ』を発表。コロシアム同様にフュージョンを志向していたが、後にHR/HMシーンで活躍するムーア、エイリー、マーレイが参加していたこともあり、ハードロック色が濃かった。
スターズは短期間でグループを離れた。1977年1月、移籍先のMCAレコードから発表した2ndアルバム『エレクトリック・サヴェイジ』から、マーレイに代わりジョン・モールが参加し、必要に応じてムーアがボーカルを担当するという4人編成となる。同年11月、3rdアルバム『ウォーダンス』発表。ハイズマンは、短い間隔で新作アルバムを発表できたのは「マネージャーがモーガン・スタジオのオーナーだったので、空き時間なら自由にレコーディングできたから」だと説明している。
1978年初頭、メンバー全員が参加したアンドルー・ロイド・ウェバーのアルバム『ヴァリエーションズ』が発表され、これまでの活動で唯一の高収益を上げた。同年8月、ムーアが「シン・リジィ」に加入するため脱退。後年、ハイズマンは彼の脱退に理解を示して「コロシアムIIは、まるで金を稼げなかったからだ。最後はさらに商業的に厳しくなり、解散は必須の状況だった」と明かしている。 彼等はムーアの後任にエイリーの弟・キース・エイリーを迎えるも財政難が慢性化しており、ライブ・ツアー終了後に解散した。
コロシアムIIは商業的には失敗に終わったが、ムーアは「自分のスタイルが確立したのはコロシアムII時代からだ」と敬意を表し、晩年は元同僚のエイリーと再結成ライブを構想していた。しかし2011年にムーア、2018年にハイズマンが亡くなり、叶わぬ夢となっている。

## 歴代メンバー
- ジョン・ハイズマン (Jon Hiseman) - ドラム、パーカッション（1975年 - 1978年）♰RIP.2018
- ゲイリー・ムーア (Gary Moore) - ギター、ボーカル（1975年 - 1978年）♰RIP.2011
- ドン・エイリー (Don Airey) - キーボード（1975年 - 1978年）
- ニール・マーレイ (Neil Murray) - ベース（1975年 - 1976年）
- マイク・スターズ (Mike Starrs) - ボーカル（1975年 - 1976年）
- ジョン・モール (John Mole) - ベース（1976年 - 1978年）♰RIP.2006
- キース・エイリー (Keith Airey) - ギター（1978年）

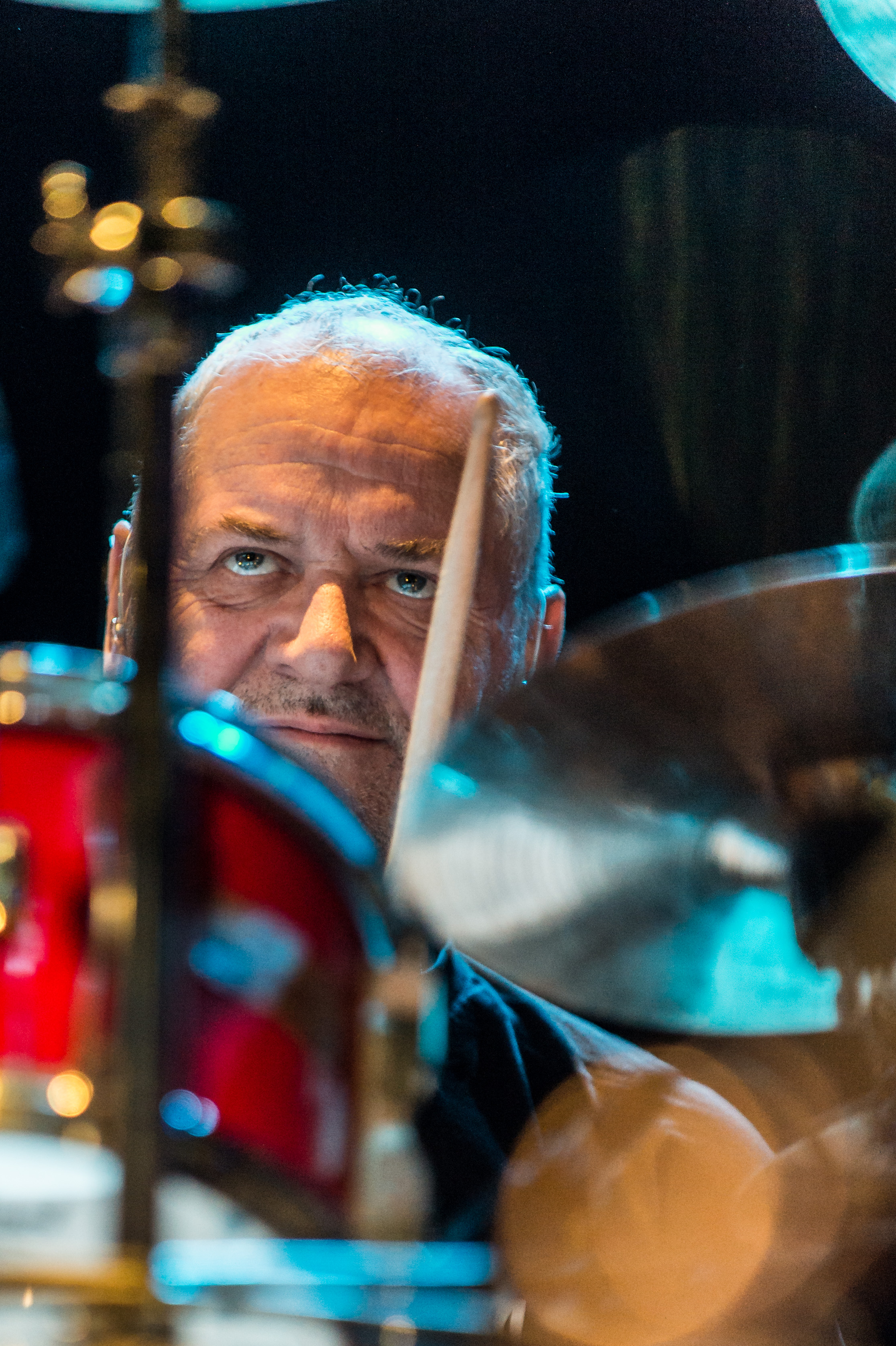
ジョン・ハイズマン(Ds) 2015年
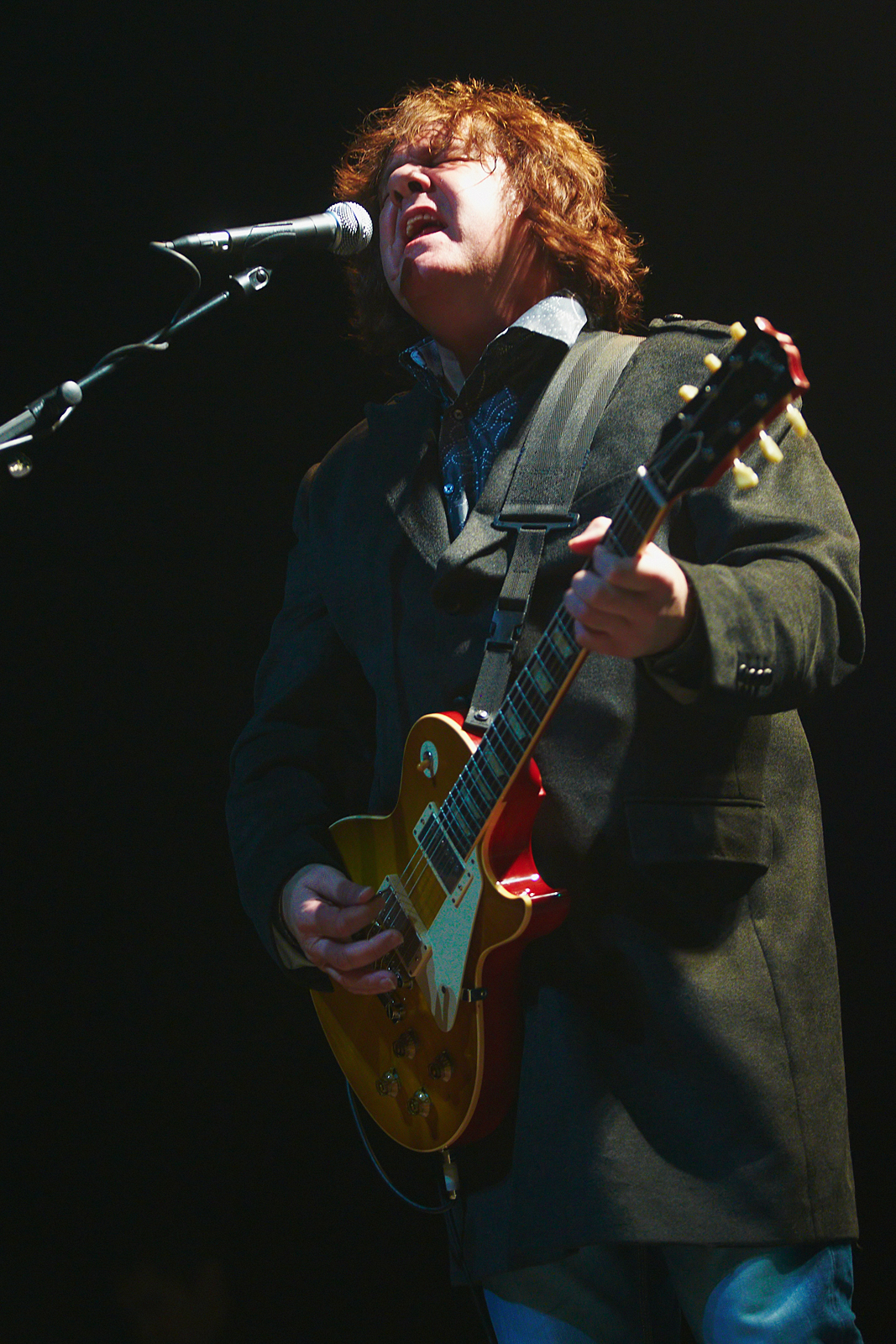
ゲイリー・ムーア(G) 2010年
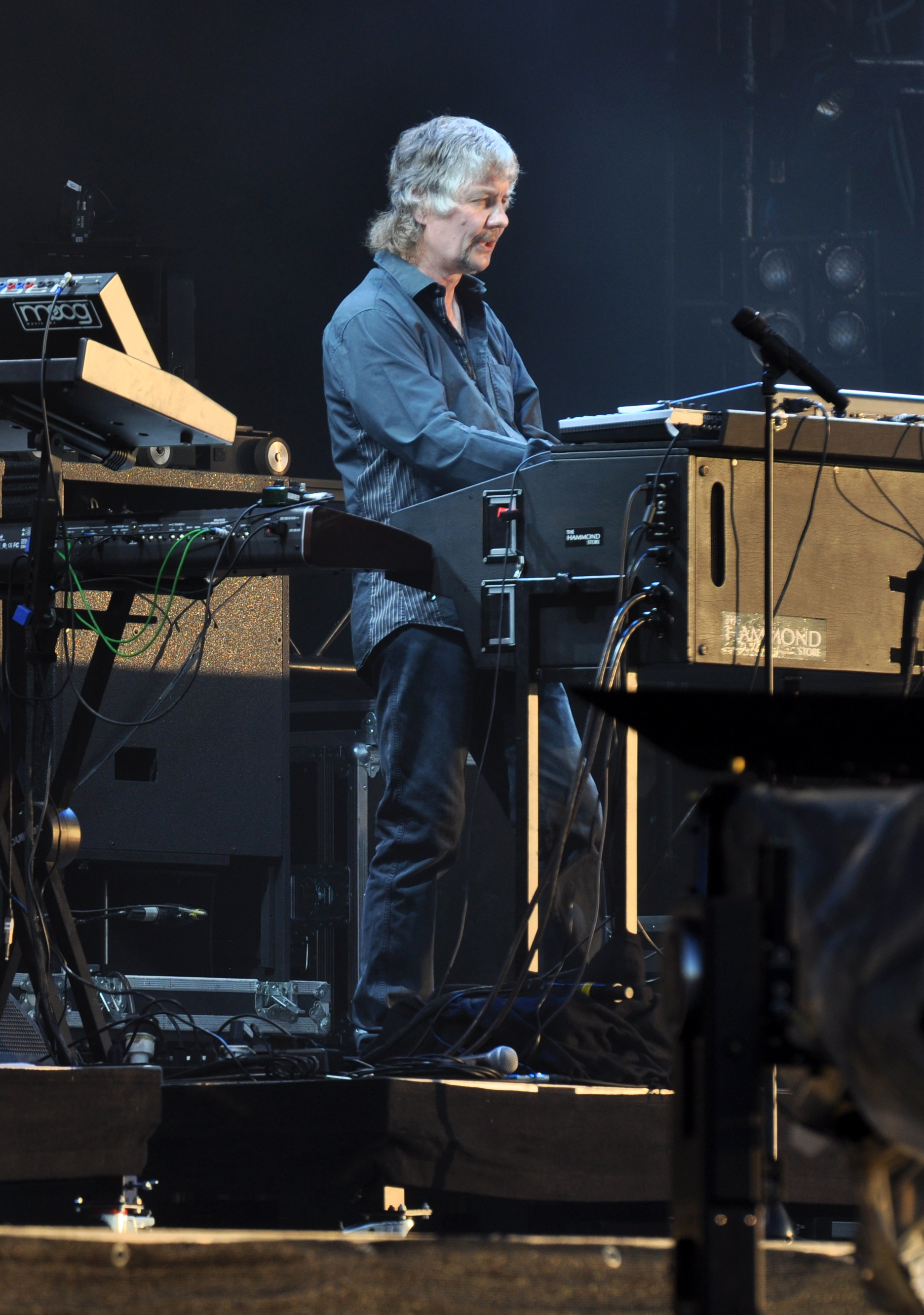
ドン・エイリー(Key) 2013年

## ディスコグラフィ

### スタジオ・アルバム
- 『ストレンジ・ニュー・フレッシュ』 - Strange New Flesh (1976年)
  - Strange New Flesh - Expanded Edition (2005年)
- 『エレクトリック・サヴェイジ』 - Electric Savage (1977年)
- 『ウォーダンス』 - War Dance (1977年)

### シングル
- Lament / The Scorch (1977年)

### セッション・アルバム
- アンドルー・ロイド・ウェバー『ヴァリエーションズ』 - Variations (1978年)